# スタンリー・アンダーソン
スタンリー・アンダーソン（Stanley Anderson、1939年10月23日 - 2018年6月24日）は、アメリカ合衆国の俳優。
モンタナ州ビリングス出身。
主に脇役で地位のある人物を演じることが多く、マイケル・ベイ監督の映画『ザ・ロック』と『アルマゲドン』でアメリカ合衆国大統領役を演じたことで知られる（『ザ・ロック』ではクレジットなし）。
2018年6月24日、脳腫瘍のため死去。78歳。

## 主な出演作品

### 映画
- メディア/虚構の世界 The Imagemaker (1986) 声のみ
- ヒー・セッド、シー・セッド/彼の言い分、彼女の言い分 He Said, She Said (1991)
- 幸せの向う側 Deceived (1991)
- 聞こえるかい心の歌が The Secret (1992) テレビ映画
- ロボコップ3 RoboCop 3 (1993)
- ペリカン文書 The Pelican Brief (1993)
- ジョン・キャンディの大進撃 Canadian Bacon (1995)
- 訣別の街 City Hall (1996)
- 真実の行方 Primal Fear (1996)
- ザ・ロック The Rock (1996) クレジットなし
- ザ・ターゲット Shadow Conspiracy (1997)
- リバイヴ・エックス/世紀末プロファイル: 侵略 The Lake (1998) テレビ映画
- アルマゲドン Armageddon (1998)
- 隣人は静かに笑う Arlington Road (1999)
- ウェイキング・デッド Waking the Dead (2000)
- キッド Disney's The Kid (2000)
- プルーフ・オブ・ライフ Proof of Life (2000)
- 恋する40DAYS 40 Days and 40 Nights (2002)
- スパイダーマン Spider-Man (2002)
- シモーヌ S1m0ne (2002)
- レッド・ドラゴン Red Dragon (2002)
- キューティ・ブロンド/ハッピーMAX Legally Blonde 2: Red, White & Blonde (2003)
- ニューオーリンズ・トライアル Runaway Jury (2004)
- ラスト・ショット The Last Shot (2004)

### テレビドラマ
- サン・オブ・ザ・モーニング・スター/悲劇の将軍カスター Son of the Morning Star (1991) ミニシリーズ
- L.A.ロー 七人の弁護士 L.A. Law (1991, 1993)
- ロー&オーダー Law & Order (1991, 2003)
- NYPD BLUE ～ニューヨーク市警15分署 NYPD Blue (1994, 2015)
- ドリュー・ケリー DE ショー! The Drew Carey Show (1995-2004)
- シャイニング The Shining (1997) ミニシリーズ
- ザ・プラクティス ボストン弁護士ファイル The Practice (1997-2004)
- となりのサインフェルド Seinfeld (1998)
- シカゴ・ホープ Chicago Hope (1999)
- X-ファイル The X-Files (2000)
- アリー my Love Ally McBeal (2001)
- 女検死医ジョーダン Crossing Jordan (2001)
- ロズウェル - 星の恋人たち Roswell (2001)